# Ганс ван Зеланд
Ганс ван Зеланд (нід. Hans van Zeeland, 4 травня 1954) — нідерландський ватерполіст.
Бронзовий призер Олімпійських Ігор 1976 року, учасник 1980 року.